# Hwang In-yeop
Hwang In-youp (Hangul: 황인엽; Uijeongbu, 19 de enero de 1991) es un actor y modelo surcoreano.

## Primeros años
Tiene un hermano menor llamado Hwang In-ho (Inof), quien es un productor, cantante y cantautor.
Estudió en el Philippine Nikkei Jin Kai International School en Dávao, Filipinas. En 2012 se graduó con una licenciatura en bellas artes con especialización en diseño de moda.
Completó su servicio militar obligatorio antes de iniciar su carrera de modelo.
En julio de 2021 se anunció que como medida de prevención y para descartar COVID-19 se había realizado una prueba (la cual había dado negativo), después de que el actor Ji Chang-wook y un miembro del staff de la serie "The Sound of Magic" dieran positivos.

## Carrera
Desde diciembre de 2018 es miembro de la agencia "KeyEast Entertainment". Previamente formó parte de las agencias YG KPLUS y S.M Entertainment.
En el 2017 realizó su debut como modelo. Ha caminado para Royal Rare, CINNU HOMME y más.
El 10 de noviembre del 2018 realizó su debut cuando se unió al elenco principal de la serie web WHY donde interpretó a Gi Jae-yeong, hasta el final de la serie el 13 de diciembre del mismo año.
El 23 de marzo del 2019 se unió al elenco principal de la serie web Freshman, donde dio vida a Seo Kyo-won, hasta el final el 28 de abril del mismo año.
En septiembre del mismo año se unió al elenco recurrente de la serie The Tale of Nokdu (también conocida como "Mung Bean Chronicle"), donde interpretó a Park Dan-ho, el misterioso guerrero y escolta de Cha Yool-moo (Kang Tae-oh) que tiene una excelente habilidad con la espada, hasta noviembre del mismo año después de que su personaje muriera durante una confrontación con Kim Ssook (Cho Soo-hyang).
En septiembre del 2020 se unió al elenco recurrente de la serie 18 Again. donde dio vida a Goo Ja-sung, un popular estudiante y el líder del equipo de baloncesto, que está enamorado de Hong Si-ah (Noh Jung-eui), hasta el final de la serie el 10 de noviembre del mismo año.
El 10 de diciembre del mismo año se unió al elenco principal de la serie True Beauty, donde interpretó al atractivo estudiante Han Seo-joon, hasta el final de la serie el 4 de febrero del 2021.
En abril de 2021 se confirmó que se había unido al elenco principal de la serie The Sound of Magic (también conocida como "Annarasumanara") donde dará vida a Na Il-deung, un estudiante que solo se enfocaba en sus estudios y no sabía cómo vincularse con otras personas, pero comienza a cambiar después de aprender sobre la diversión de la magia con Lee-eul (Ji Chang-wook) y Yoon Ah-yi (Choi Sung-eun).
El 18 de octubre del mismo año se confirmó que se había unido al elenco principal de la serie Why Oh Soo Jae? donde interpretará a Gong-chan, un estudiante de primer año de la facultad de derecho de la Universidad de Seojoong y propietario de un bar, que es acusado falsamente de un crimen.

## Filmografía

### Series de televisión
| Año     | Título               | Personaje    | Canal   | Notas                   | Ref.                 |
| ------- | -------------------- | ------------ | ------- | ----------------------- | -------------------- |
| 2018    | WHY                  | Ki Jae-young |         | Serie web, 10 episodios |                      |
| 2019    | Freshman             | Seo Kyo-won  |         | Serie web, 12 episodios |                      |
| 2019    | The Tale of Nokdu    | Park Dan-ho  | KBS2    |                         |                      |
| 2020    | 18 Again             | Koo Ja-sung  | JTBC    | 16 episodios            |                      |
| 2020-21 | True Beauty          | Han Seo-joon | tvN     | 16 episodios            | [ 28 ] [ 29 ] [ 30 ] |
| 2022    | The Sound of Magic   | Na Il-deung  | Netflix | Serie web, 6 episodios  |                      |
| 2022    | Why Oh Soo Jae?      | Gong-chan    | SBS     | 16 episodios            | [ 31 ]               |
| 2024    | Familia por elección | Kim San-ha   | JTBC    | 16 episodios            | [ 32 ] [ 33 ] [ 34 ] |

### Películas
| Año  | Título        | Personaje               | Notas        |
| ---- | ------------- | ----------------------- | ------------ |
| 2016 | BookWorm      | Joven en el Subterráneo | Cortometraje |
| 2020 | Swimming Bird | In-guk                  | Cortometraje |

### Programas de variedades
| Año  | Título                           | Función |
| ---- | -------------------------------- | ------- |
| 2022 | Young Actors' Retreat (Youth MT) | Miembro |

### Presentador
| Año  | Evento                                   | Función                  | Ref.   |
| ---- | ---------------------------------------- | ------------------------ | ------ |
| 2020 | 2020 Mnet Asian Music Awards (2020 MAMA) | Presentador de categoría | [ 35 ] |

### Revistas / sesiones fotográficas
| Año  | Título               | Ref.   |
| ---- | -------------------- | ------ |
| 2021 | Dazed Magazine Korea | [ 36 ] |

## Discografía
| Año  | Título          | Álbum                             | Ref.          |
| ---- | --------------- | --------------------------------- | ------------- |
| 2021 | It Starts Today | Interpretación para "True Beauty" | [ 37 ] [ 38 ] |

## Premios y nominaciones
| Año  | Premio                       | Categoría         | Trabajo     | Resultado | Ref.          |
| ---- | ---------------------------- | ----------------- | ----------- | --------- | ------------- |
| 2021 | Brand Customer Loyalty Award | Male Rookie Actor | True Beauty | Ganador   | [ 39 ] [ 40 ] |